# Revărsarea, Tulcea
Revărsarea este o localitate componentă a orașului Isaccea din județul Tulcea, Dobrogea, România. Se află în partea de nord-est a județului, în Lunca Dunării.

## Istoric
Satul Revărsarea a fost înființat pe locul unui punct pescăresc. Pescarii dăduseră zonei numele de "Piatra Căcată" din cauza unei stânci aflate la malul apei, unde se adunau și își făceau nevoile, ciorile. Mai apoi în documentele oficiale, a apărut numele de Piatra Călcată, se subînțelege motivul pentru care numele dat de pescari nu putea apărea în documentele oficiale. 
Odată cu sfârșitul Războiului de Independență din 1877, Regele Carol I a dat poruncă să se defrișeze pădurea virgină și să fie împroprietăriți veteranii de război. Astfel un număr de 87 de veterani au populat satul, la început, aceștia fiind și cei care au primit pămantul cu tot cu casele gata construite- în 1904. Pentru restul care au urmat, a existat doar terenul.
Satul a primit apoi denumirea de Principele Nicolae, nume cu care a rămas pana în 1947, când a fost schimbat în Ștefan Gheorghiu, iar în anul 1963 în Revărsarea.

## Biserica satului
Biserica, zidită din piatră, a fost sfințită în 1911 de Episcopul Nifon și poartă hramul Sfântului Nicolae (6 decembrie) Amintim printre preoții acestei Parohii:
- Pr. Gh. Iordăchescu, care a intemeiat și Școala Primară.
- Pr. Dumitru Popescu venit de la Făgărașu Nou care a preluat în Filie Capela Ortodoxă cu creștinii ortodocși de la Spitalul de Leproși -Tichilești.
- Pr. Nicolae Mihalea, care a reparat Capela și a împodobit-o cu Icoane mari, înrămate, pictate de pictorul bisericesc Pr. Constantin Lembrău din Constanța. Slujba reînnoirii de un Sobor având delegat pe cărturarul Arhimandrit Ieronim Motoc Vicarul Arhiepiscopiei Tomisului și Dunării de Jos păstorită de Venerabilul Arhiepiscop Dr. Antim Nica.
- Pr AndreiAlexe , care a reparat din temelie Casa Parohială, a introdus energie electrică în biserică și a împrejmuit curtea și Cimitirului Parohial. A reparat Clopotul bisericii la Șantierul Naval -Sulina.
- Pr. Take Pârlica a tencuit exterior Casa Parohială și a Refăcut din temelie gardul și porțile de la Șoseaua Națională DN22. >>>>